# Maxbrücke (Nürnberg)
Die Maxbrücke ist eine Bogenbrücke über die Pegnitz in der Altstadt von Nürnberg. Die dreijochige Sandsteinquaderbrücke besitzt Maßwerkfüllungen aus Gusseisen und gilt als älteste Steinbrücke in der Stadt. Sie verbindet den  Unschlittplatz in der südlich der Pegnitz gelegenen Lorenzer Altstadt mit dem nördlich gelegenen Nägeleinsplatz in der Sebalder Altstadt. Das Bauwerk befindet sich zwischen der Trödelmarktinsel im Osten und dem Kettensteg im Westen.

## Geschichte
Erbaut wurde die Maxbrücke durch den Rothenburger Baumeister Jakob Grimm, ihre Fertigstellung erfuhr sie im Jahr 1457. Damals wurde sie Steinerne Brücke genannt. Später wurden, um die Stadt gegen Angriffe vom Fluss her verteidigen zu können, zwei Geschützrondelle angebaut. Zu Ehren des bayerischen Königs Maximilian I. Joseph wurde die Brücke im Jahr 1810 in Maxbrücke umbenannt. Der Platz Auf dem Neuen Bau in der Nähe der Nordseite der Brücke erhielt zu dieser Zeit aus demselben Grund seinen heutigen Namen Maxplatz.
Durch einen Brand des hölzernen Wasserturms der Nägeleinsmühle am nördlichen Pegnitzufer wurde die Maxbrücke beschädigt, sodass man sie nach Plänen von Bernhard Solger ausbesserte und umgestaltete. 1852 wurde sie wieder für den Verkehr freigegeben.

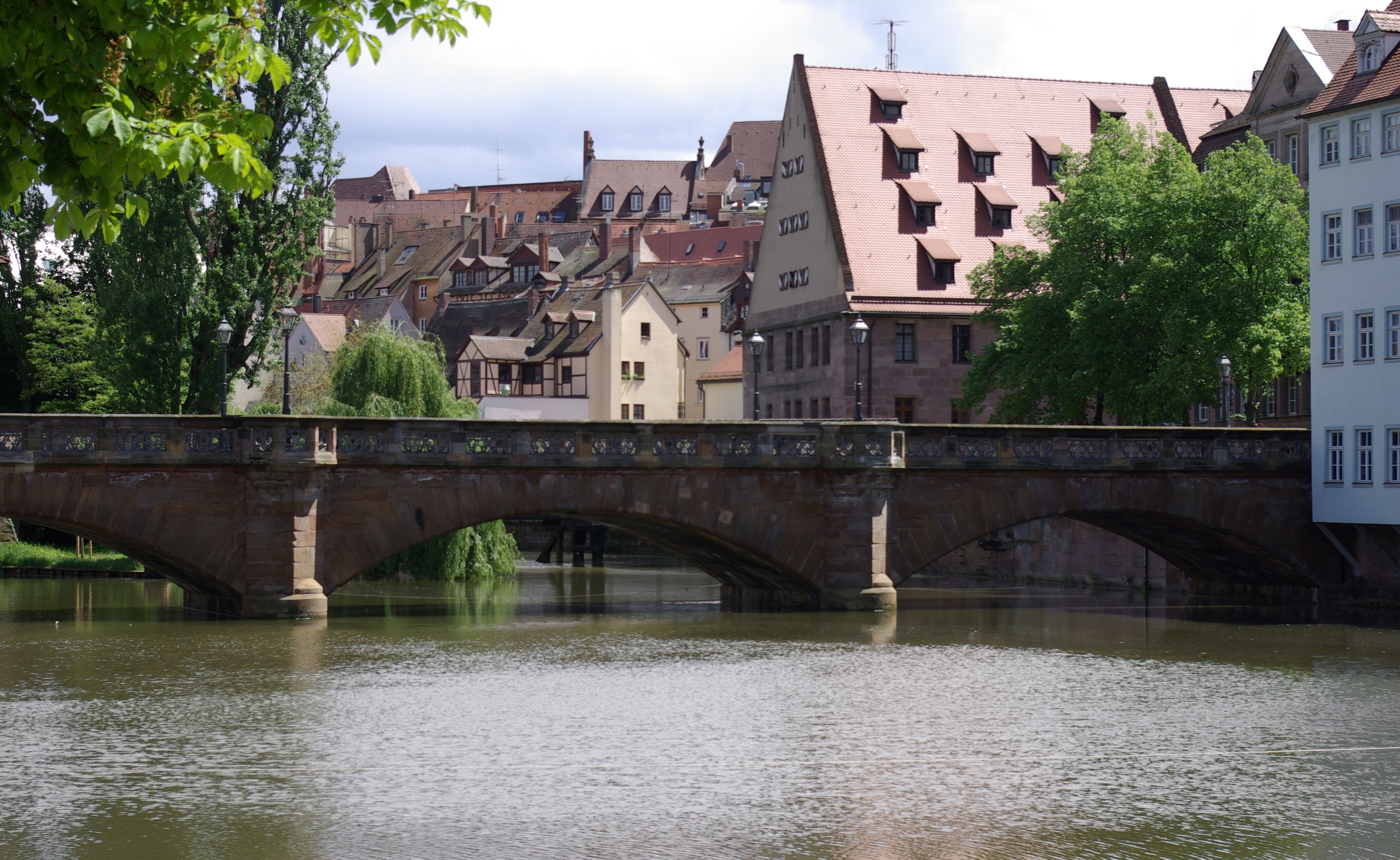
Blick von Kettensteg auf die Maxbrücke, 2010
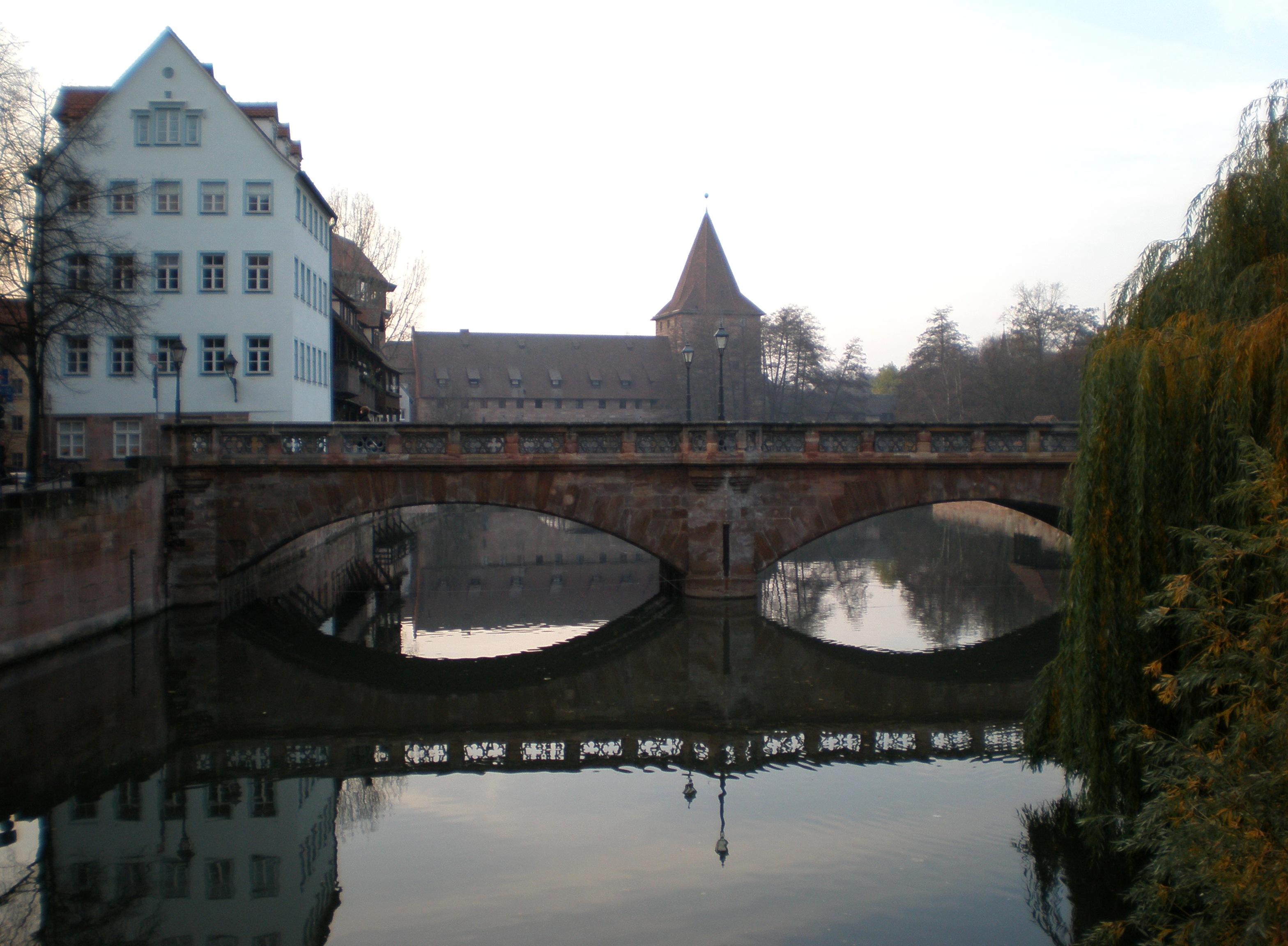
Blick vom Henkersteg auf die Maxbrücke, 2008